# Chorthippus halawuensis
Chorthippus halawuensis är en insektsart som beskrevs av Zheng, Z. 2000. Chorthippus halawuensis ingår i släktet Chorthippus och familjen gräshoppor. Inga underarter finns listade i Catalogue of Life.